# Синявцеві
Синявцеві (Lycaenidae або, рідше, Cupidinidae) — родина денних метеликів. Нараховує близько 6 000 видів, переважно в тропіках, з них близько 500 — в помірній смузі північної півкулі. Це друга за чисельністю родина метеликів, вони складають приблизно 40 % відомих видів метеликів.

## Опис
Метелики зазвичай невеликі, з добре вираженим статевим диморфізмом, особливо в забарвленні крил. Розмах крил більшості видів 20-40 мм, у тропічних видів до 60 мм (наприклад, Thecla coronata).
Забарвлення крил у самців — яскравіше, блискучо-блакитне, синє, оранжево-червоне, зелене, зрідка темно-буре (зазвичай у самиць буре, у самців же — синє, значно рідше однакове у обох статей). Знизу забарвлення крил буре або сірувате, як правило, з рядами дрібних колоподібних плям або тонкими поперечними смужками. Іноді задні крила мають тонкий «хвостик» (у хвостаток).
Очі волохаті, рідше голі, овальні з виїмкою біля основи вусиків і облямовуванням з білих лусочок. Полапки короткі. Плечової жилки немає. Передні гомілки — 6 коротких, зазвичай несегментовані. Задні гомілки з 1 парою шпор або без неї.
Гусениці синявців мокрицевидні, живуть на широколистяних деревах (хвостюшки), трав'янистих гречаних (багатоглазки) або ж на бобових. Гусениці на різних групах рослин, зазвичай на дводольних. Багато комах факультативно або облігатно живиться попелицею, черевцями і іншими рівнокрилими, нерідко схильні до канібалізму. Ряд видів — симбіонти мурах.

## Мірмекофілія
У ряду видів гусениці живуть в мурашниках, знаходячись з мурашками в симбіотичних стосунках, наприклад, з родом Myrmica. Приблизно половина усіх видів синявців (Lycaenidae) пов'язані в своєму циклі розвитку з мурашками. Синявці утворюють з мурашками відносини від факультативних до облігатних і від мутуалізму до паразитизму. Гусениці і лялечки синявців виробили комплекс хімічних (ліхневмони) та акустичних сигналів для контролю поведінки мурашок. Гусениці синявців також виділяють з дорзальної нектароносної залози солодку рідину, привабливу для мурашок. Мурашки обмацуючи цей орган вусиками викликають виділення рідини, що ймовірно, містить феромони ліхневмони, що обумовлюють поведінку мурашок. Деякі гусениці синявців і ріодинід мають ще і звуковидобувні органи, що регулюють поведінку мурашок. Деякі види мірмекофільних синявців мають тільки кульову щетину на тілі гусениці, інші — разом із звуковою вією, за відсутності нектароносної залози.
Усі види мірмекофільних синявців зав'язані на лугові мурашники. Одним з таких видів є Синявець алькон (Maculinea alcon), самиці якої відкладають яйця на квіти тирличу звичайного (Gentiana pneumonanthe). Гусениці живуть усередині квітки дві-три тижні, прогризають отвір і вибираються назовні, після чого спускаються на землю на шовковій нитці. Виявившись на землі, вони чекають, поки їх знайдуть робочі особини мурашок з роду Myrmica і віднесуть до себе в мурашник. У гнізді мурашок гусениці поїдають личинок і лялечок мурашок, залишаючись зимувати. У червні гусениці обертаються в лялечку, залишаючись усередині мурашника. Через місяць з лялечки виходить метелик, який вибирається з гнізда. Більшість видів синявців з роду Maculinea розвиваються в гніздах лише одного виду мурашок, але гусениці синявців алькон мешкають в гніздах мурашок різних видів, на різних ділянках свого ареалу.
Сільськогосподарські шкідники серед синявців відсутні.

## Класифікація

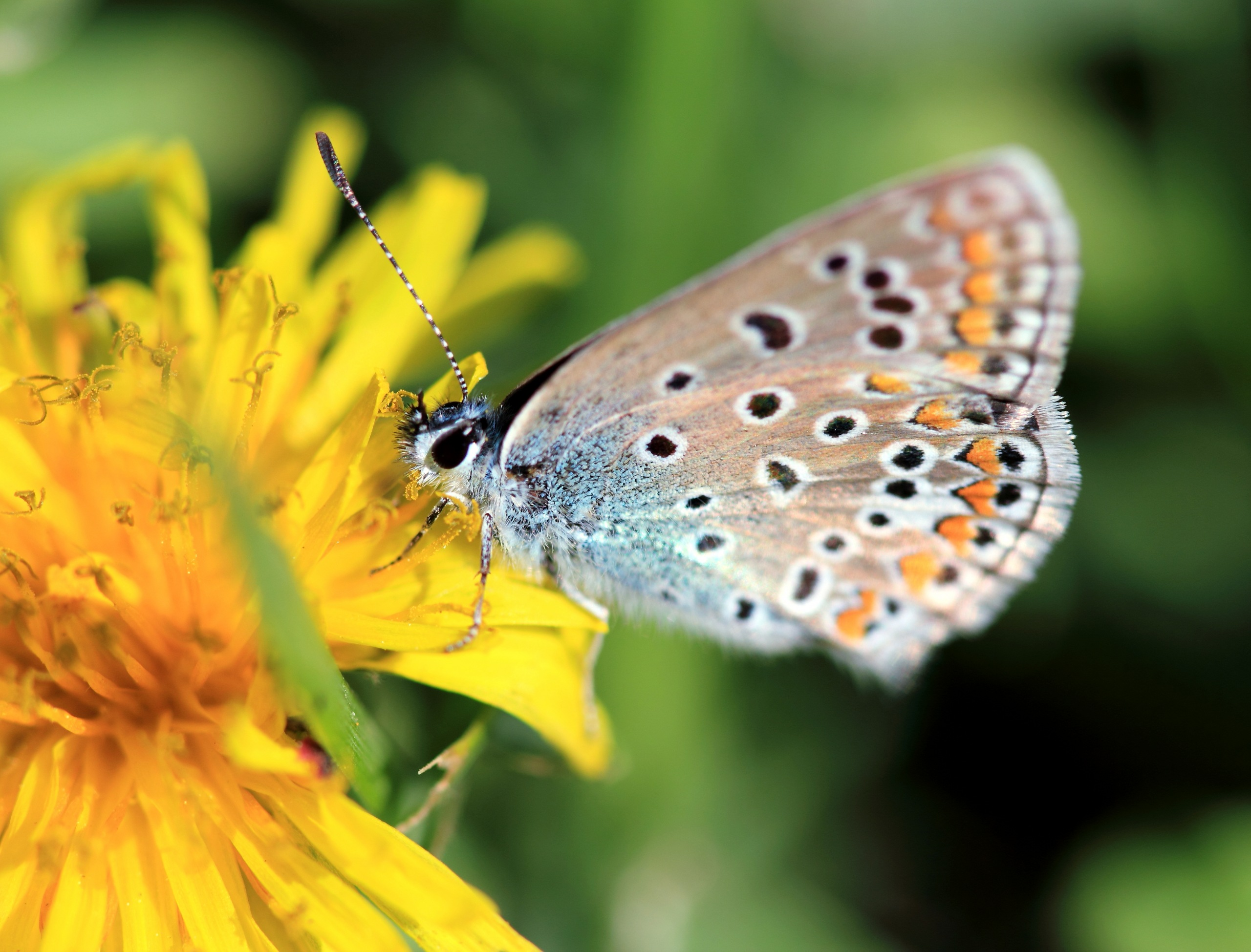
Plebeius argus

Частина таксономістів відносять до синявцевих (Lycaenidae) тільки підродини Lycaeninae, Poritiinae, Miletinae і Curetinae.
В деяких класифікаціях сюди включають і групу Riodininae (наприклад Abisara echerius).
Серед синявців є види і роди, встановлені письменником Набоковим : Cyclargus NABOKOV, 1945; Echinurgus NABOKOV, 1945; Carterocaphalus canopunctatus NABOKOV, 1941; Cyclargus ammon erembis NABOKOV, 1948 та інші.
У родині виділяють наступні підродини:
- Curetinae — Орієнтальна область, Палеарктика
- Liphyrinae — Африка, Азія
- Lipteninae — Афротропіка
- Червонці (Lycaeninae Leach.1815) — Голарктика
  - Триба Lycaenini
  - Триба Heliophorini
- Miletinae — Африка, Орієнтальна область, Голарктика
- Polyommatinae Swainson, 1827 — Повсюдно
- Poritiinae — Орієнтальна область
- Хвостюшки (Theclinae Swainson, 1831) — Повсюдно (близько 20 триб и 200 родів).